# Régulation des naissances

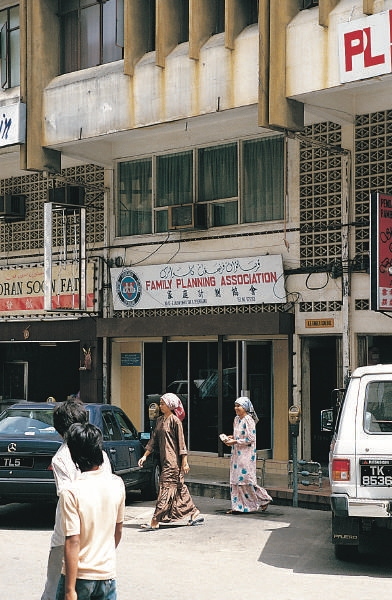
Un centre de planification familiale en Malaisie, en 2005.

La régulation des naissances est l'ensemble des diverses politiques gouvernementales nationales ou étatiques visant à la modification du taux de fécondité d'un pays. Elle fait partie de la planification familiale.
L'accès à l'éducation, à la contraception, voire à l'interruption volontaire de grossesse, permettent de réduire ce taux. L'accès à la procréation médicalement assistée permet de l'augmenter.
Les politiques de régulation de naissances, parfois liée à une conception malthusienne, ou à l'inverse populationniste, procèdent aussi par incitations fiscales, économiques, politiques , etc.

## Histoire de la contraception

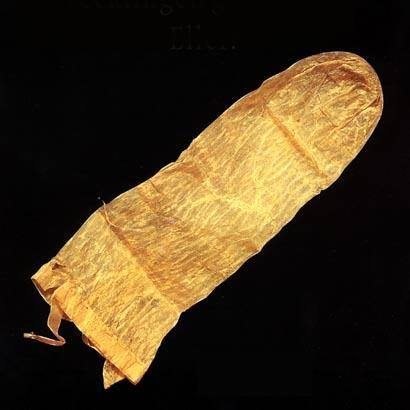
Premier préservatif découvert en Suède en 1640.

Le principal moyen recensé pour limiter les grossesses au cours des siècles est l'abstinence sexuelle. Les hommes au paléolithique pratiquaient certainement la contraception.

### Dans l'Antiquité
Déjà chez les Mésopotamiens (1600 av. J.-C.), les femmes utilisent des pierres pour ne pas concevoir : elles choisissent des pierres ovales ou arrondies qu'elles s'introduisent dans le vagin, le plus loin possible ; c'est la méthode intra-utérine. En Égypte, le Papyrus Ebers et Kahun prescrivent plusieurs recettes contraceptives, composées d'excréments de crocodile, de natron, de miel et de gomme arabique. Les remèdes de contraception dans l'Égypte antique sont des produits d'origine végétale, minérale ou animale. Certains sont aujourd'hui reconnus comme efficaces et utilisés dans les spermicides modernes. On dit aussi que les premiers préservatifs masculins seraient égyptiens, confectionnés avec des intestins de petits animaux (chats…).
Selon certains auteurs, il existerait aussi, dans les papyrus égyptiens, des écrits disant que Ramsès aurait fait distribuer à la population des contraceptifs pour limiter la surpopulation et les risques de famine.

#### Dans le monde hébraïque
La sexualité dans le judaïsme se fonde sur la Bible et les Mishnas. La contraception n'est tolérée que dans certains cas et pour une durée définie. La régulation des naissances va à l'encontre de deux fondements du judaïsme, l'obligation de concevoir et l’interdiction d'onanisme. Néanmoins, selon le commentaire de la Bible du rabbin Raschi, Onan aurait été puni pour avoir transgressé les lois du lévirat, plus que « pour avoir gaspillé sa semence ». Les anciens Hébreux, qui pratiquaient la polygamie, étaient parfois autorisés des moyens contraceptifs si la grossesse risquait de mettre en danger la vie de la mère. Le droit talmudique, tiré de la Halakha admet la prévention mais en laisse uniquement l'initiative à la femme.
De leur côté, les Araméennes de confession hébraïque utilisent, sur le conseil du rabbin (IIe siècle apr. J.-C.), le moukh, une éponge placée dans le vagin qui empêche le sperme d'atteindre l'utérus.

#### En Chine et en Inde
Au VIIe siècle av. J.-C., un maître physicien chinois avait déjà documenté les techniques du coitus reservatus et du coït interrompu, qui empêchent le sperme d'entrer dans le vagin. Cependant on ne sait pas si ces méthodes étaient utilisées comme moyen de contraception. À la même époque, Sun Simiao, un médecin et alchimiste chinois, expliquait certaines méthodes de contraception dans thousand of gold contraceptive prescription pour les femmes qui ne voulaient plus avoir d'enfant. Cette prescription, qui devait induire la stérilité, était faite d'huile d'olive et de mercure chauffés ensemble pendant une journée et pris oralement.
En Inde, les textes de Vatsyayana (au IIe siècle apr. J.-C.) présentent plusieurs méthodes de contraception dont le coitus obstructus.

#### Dans la Grèce antique

##### Contraception
Les Grecs et les Romains ont quant à eux utilisé l'avortement et l'infanticide en cas d'échec des drogues et des amulettes, notamment pour éviter un enfant issu d'un riche citoyen et de son esclave.

##### Une société patriarcale
La place prépondérante des hommes dans la cité grecque antique a eu une large influence sur la régulation des naissances. En effet, si les femmes régnaient dans le domaine domestique, les hommes dominent le monde public de l'agora, du gymnase et du symposium. À l'exception de quelques personnages féminins mythologiques, comme Clytemnestre ou de la poésie homérique, comme Pénélope qui en font des objets de respect, les mythes antiques sont dominés par les hommes. Selon le poète Hésiode, Zeus aurait puni l'homme du vol du feu par Prométhée en créant la femme et en la dotant d'une parole habile, de tendances au vol et d'un esprit contraire à la pudeur. D'après Démocrite, souhaitant s'assurer d'avoir un héritier mâle, les pères qui n'avaient eu que des filles avaient parfois recours à l'adoption. Les adoptés étaient, en outre, souvent des adultes, conformes aux intérêts du père, évitant ainsi à ce dernier une éventuelle déception à l'égard de son fils biologique. La méthode la plus simple pour qu'il y ait suffisamment d'héritiers, sans craindre la surpopulation était, pour la cité, de reculer l'âge du mariage des femmes et, ainsi, de limiter le nombre d'années où elles pouvaient enfanter.
Le rôle de la femme dans la procréation est sujet à débat : Aristote la décrit comme passive tandis que Hippocrate la décrit comme active. Au IVe siècle av. J.-C., Parménide affirmait que les hommes, comme les femmes, produisaient de la semence ou de la « graine » : selon lui, une graine provenant du testicule droit, recueillie du côté droit de l'utérus produirait un garçon ; du côté gauche c'est une fille. Les autres combinaisons donnaient soit un garçon ressemblant à sa mère, soit une fille ressemblant à son père.

##### Le contraceptif grec (atokion)

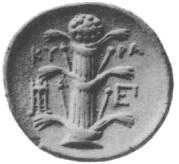
Pièce ancienne représentant une tige de silphium utilisée comme contraceptif.

C'est à partir du IVe siècle av. J.-C. que toute la Grèce se préoccupa de la nécessité de réguler les naissances. Au IIe siècle av. J.-C., le portrait de la Grèce antique que fait Polybe illustre la conception des Grecs de la surpopulation. Il parle de « décroissement de population, [de] cette pénurie d'hommes qui, de nos jours, se fait sentir dans toute la Grèce, et qui rend nos villes désertes, nos campagnes incultes, sans que cependant des guerres continuelles ou des fléaux tels que la peste aient épuisé nos forces ». Cette conception, singulière dans le monde, s'illustre à travers le vocabulaire : les Grecs avaient le mot atokion pour désigner le contraceptif alors qu'en latin, il n'existe qu'un terme vague - venenum - qui signifiait « poison ». Pour autant, les références écrites à des traitements contre la stérilité étaient plus nombreuses que celles à des contraceptifs, prouvant ainsi que la stérilité était communément crainte par les Grecs.
Selon les théories médicales grecques, la réussite de la procréation tenait à la bonne santé des sujets et à l'équilibre de leurs humeurs, une théorie qui sera popularisée au Moyen Âge sous le nom de théorie des humeurs. Dans la Grèce antique, d'après ces théories, la fécondité était renforcée par des aliments réchauffants, tels que les légumes, les céréales, les noix et les fruits contenant de nombreux pépin. En dehors de l'alimentation, des pommades chaudes pouvaient être appliquées et des fumigations administrées à cette fin. Par ailleurs, selon Aristote, la saison joue un rôle primordial. Il déconseille à ce titre un temps froid, une eau froide et un vent sec et considère le printemps comme la meilleure saison pour procréer. Un régime alimentaire chaud était d'autant plus préférable, selon lui, qu'il donnait davantage de garçons tandis qu'un régime froid donnait davantage de filles.
Le coït interrompu, même s'il a été peu décrit dans les textes antiques, restait l'une des formes les plus simples de contraception, mais également la pratique de rapports anaux (la sodomie notamment) dans les relations hétérosexuelles, sans doute popularisée par l'enthousiasme des Grecs pour l'homosexualité. Quant aux femmes, puisque l'allaitement arrête l'ovulation, la façon la plus naturelle pour elles de se protéger d'une éventuelle nouvelle grossesse était de prolonger la période pendant laquelle elles nourrissaient au sein leur enfant. Par ailleurs, le calcul des cycles menstruels devait leur permettre de savoir à quelles périodes elles étaient les plus fécondes ; on estimait alors qu'il s'agit de celles survenant juste avant ou juste après les menstruations.
Au Ier siècle, Dioscoride complétait, dans son traité de botanique De materia medica, les informations sur les tisanes fournies par Théophraste au IVe siècle av. J.-C. Dans cet ouvrage, il énumère de nombreuses recettes de breuvages à base l'écorce d'aubépine, les feuilles de lierre, de saule et de peuplier, censés contenir des éléments stérilisants. Les baies de genièvre, placées dans le pénis ou la vulve garantiraient une stérilité temporaire. Il mentionne aussi un suppositoire à la menthe et au miel avant le coït et un pessaire poivré après. Aristote recommande de prendre les feuilles de saule comme contraceptif (analogie avec l'absence de graines « en réalité graines très petites » de cet arbre selon la théorie des signatures). Des écrits de l'Antiquité préconisaient aux femmes de sauter plusieurs fois après la relation sexuelle afin de faire sortir un produit composé de glaire et de sperme, évitant ainsi la fécondation.[réf. nécessaire] Les ouvrages hippocratiques recommandaient quant à eux l'utilisation du sulfate de cuivre, alors connu sous le nom de « misy ».

##### L'avortement chez les femmes grecques
Soranos d'Éphèse décrit la pratique de l'avortement et la confection d'un tampon qui empêche l'ascension du sperme, en parlant des éponges du Levant, réputées pour leur souplesse et leurs capacités d'absorption. Ces éponges, dénommées « mignonnettes », étaient toujours utilisés au XXe siècle. Les mentions des techniques d'avortement dans la Grèce antique sont nombreuses : pessaires comprenant un mélange de drogues irritantes diluées dans une solution huileuse ou graisseuse, coïts répétés, fièvres, vomissements ; et d'autres plus risquées comme la perforation de la poche des eaux, l'introduction de dilatateurs en bois, en plomb ou en étain dans le col de l'utérus ramolli par des fumigations…
Selon certains auteurs grecs d'ouvrages médicaux, l'avortement était une pratique à laquelle les femmes avaient parfois secrètement recours mais aucune trace de loi contre l'avortement dans les textes des premiers législateurs n'a été trouvée. Cependant, l'avortement était considéré comme une cause d'impureté dans de nombreux cultes, qui interdisait l'accès aux sanctuaires religieux pendant un certain temps. L'avortement était d'autant plus toléré dans la Grèce antique que la pratique de l'abandon d'enfants n'était pas rare : le thème de l'enfant abandonné et sauvé était même populaire dans la littérature grecque, à l'image de celle mettant en scène le personnage d'Œdipe.

#### Chez les Romains

##### Régulation des naissances
Par peur de dépopulation par les guerres, les épidémies, Auguste propose des lois natalistes : la loi Julia encourage les citoyens au mariage, à la procréation des enfants et à maintenir la pureté de la race notamment chez les sénateurs. La loi Papia Poppaea sanctionne les célibataires et les couples sans enfants.

##### L’Église vis-à-vis de la contraception
Jusqu'au Ve siècle, les Pères de l'Église adoptent une conception plutôt favorable à la continence. Mais si l'Église glorifie la virginité perpétuelle de Marie et manifeste une certaine hostilité vis-à-vis du mariage, elle n'approuve cependant pas la régulation des naissances. Ainsi, Tertullien comparait l'avortement tardif à un infanticide, tandis que, pour saint Augustin, recourir à cette pratique faisait de la femme une prostituée et du mari un adultère. Ce dernier, avec saint Jérôme et Épiphane condamnaient sans équivoque le coït interrompu. Dans la loi romaine, on qualifiait le fœtus non pas d’homo (« être humain ») ou d’infans (« enfant ») mais de spes animantis (« ce qui espère vivre ou être doué d'une âme ») : un avortement était ainsi plus ou moins condamné, selon le stade de développement prénatal. Des voix, comme celle de Basile de Césarée, donnèrent pour instruction d'ignorer ce genre de subtilités et de condamner systématiquement cette pratique. Les condamnations chrétiennes de la régulation de la naissance visaient surtout les femmes ; on parlait peu des pratiques contraceptives masculines. Les Pères de l’Église représentaient les femmes ayant ce recours comme poussées par l'avarice et le désir.

### Au Moyen Âge
Au Moyen Âge, les matrones accoucheuses illettrées participent à la régulation des naissances, qu'elles doivent signaler aux autorités. Les maleficium qu'on les accuse d'utiliser sont souvent des moyens contraceptifs. Les médecins, quant à eux, sont chargés du contrôle moral et hygiéniste de la sexualité, et ils sont appelés à ce titre à expertiser les avortements et les infanticides. D'une façon générale, l'Église catholique condamne à cette époque toute relation sexuelle dont la finalité n'est pas procréatrice ou qui s'accompagne de pratiques contraceptives. Cependant, malgré ces impératifs religieux, la contraception au Moyen Âge reste importante et la fécondité est relativement modérée, même si l'absence d'explosion démographique s'explique aussi par les épisodes de guerre et d'épidémies ou pandémies.

### À la Renaissance
À la Renaissance, la fécondité reste modérée. Les archives des procès de sorcières montrent qu'il s'agit souvent d'éliminer des femmes détenant le secret de recettes contraceptives. Il existe tout un tas de croyances contraceptives farfelues issues de ces recettes contraceptives utilisées entre le XIe et le XVe siècle, telles :
- enflammer un trognon de chou et l’éteindre dans le sang des règles ;
- pour ne pas être enceinte pendant une année, il suffit aux femmes de cracher trois fois dans la bouche d’une grenouille ;
- faire une ceinture avec les poils des oreilles de mulet, animal stérile, ou boire son urine, des talismans avec ses oreilles ou ses testicules ;
- fiente d’éléphant mélangée au lait de jument portée en talisman, se place sur la vulve ;
- se laver dans la fontaine de Saint Martial ou boire l’eau de la fontaine de Sainte Estelle, etc.

Il faut attendre le XVIe siècle pour voir apparaître le premier préservatif à base d'herbes, inventé par Gabriele Falloppio. On expérimente également, à cette époque, différentes injections intravaginales. De manière générale, on préfère alors parler d’étreintes réservés et de manœuvres post-coïtales. En 1661, Madame de Sévigné parle, dans ses « Lettres à sa fille » d'utiliser des « restringents » ou de faire chambre à part.
Les études démographiques, telles celles de Louis Henry montrent que la fécondité diminue au sein de la bourgeoisie au XVIIe siècle. Cela va de pair avec la perte des recettes contraceptives des sorcières et sages-femmes. Au XVIIe siècle, la fécondité naturelle reprend. Les villes européennes croissent plus rapidement et apparaissent alors des discussions et des controverses portant sur les avantages et les inconvénients de cette croissance. Nicolas Machiavel, un philosophe italien de la renaissance écrit alors que « lorsque toutes les provinces du monde se seront remplies d'habitants tel qu'ils ne pourront plus subsister où ils sont ni se déplacer quelque part d'autre […], alors le monde se purgera lui-même grâce à une de ces trois méthodes » en parlant des inondations, de la peste et des famines. Martin Luther affirme à cette époque que « Dieu fait les enfants. Il va aussi les nourrir » (LW 45.49).
Ce concept de fécondité naturelle (fécondité sans maîtrise de la reproduction — la contraception ancienne étant le fait d'une minorité — qui rend compte d'un taux de natalité élevé avant le XVIIIe siècle, en moyenne 4 enfants par femme) qui s'applique avant le XVIIIe siècle fait aussi l'objet de controverses car la régulation des naissances n'est pas simplement réalisée par la contraception, mais est aussi le fait de l'âge de nuptialité, du veuvage, de la répudiation, de la durée de l'allaitement.
Les registres paroissiaux du XVIIIe siècle montrent une régulation active des naissances par la contraception, la continence ou le coït interrompu.

### Du malthusianisme auXIXesiècle
Au XIXe siècle, Thomas Malthus constate que la courbe des naissances dépasse la courbe des subsistances. Craignant la surpopulation, il prône le recours à une régulation des naissances qui n'empêcherait pas le plaisir.
La politique de régulation des naissances mise en œuvre dans divers pays a suivi différentes finalités et différents moyens. Elle a ainsi pu aller de pair avec l'eugénisme (notamment sous le nazisme) ou avec des méthodes de stérilisation contrainte (Japon, États-Unis, Suède, Allemagne nazie, Pérou sous Alberto Fujimori dans les années 1990, etc.). D'autre fois, elle a plutôt incité à des comportements permettant une baisse du taux de fécondité, notamment via le droit ou l'économie.
D'autres pays ont au contraire mis en place une politique nataliste, visant à l'augmentation de la fécondité (notamment la France sous la Troisième République, ainsi que l'Italie fasciste ou l'Allemagne nazie). L'explosion de la démographie au XXe siècle, la population mondiale passant de 1,6  à   6 milliards d'habitants de 1900 à 2000, a cependant favorisé le soutien aux politiques de régulation des naissances.
Dès la fin du XIXe siècle, les politiques de régulation des naissances deviennent populaires, en particulier dans les pays anglo-saxons, mêlant plusieurs facteurs, dont la crainte d'une explosion des naissances des populations des États colonisés, la popularité des thèses eugénistes, mais aussi les progrès de la laïcité et du féminisme, qui affirme le droit à disposer de son corps.

### XXesiècle
Après la Seconde Guerre mondiale, les méthodes contraignantes (en particulier les programmes de stérilisation contrainte) ont perdu de leur légitimité en même temps que l'eugénisme, bien que certains programmes aient été continués (aux États-Unis jusqu'aux années 1960, au Pérou dans les années 1990, ou dans des territoires ultramarins en France). Les États ont eu alors tendance à procéder via des incitatifs non contraignants, sous le nom de planning familial, à l'exception notable de l'Inde et de la Chine. L'aspect contraignant des méthodes de régulation des naissances a été dénoncé en particulier dans les années 1980, certains auteurs soulignant la continuité entre les méthodes mises en œuvre par des régimes démocratiques et celles utilisées par des régimes totalitaires. Dans le même temps, les fondamentalismes religieux et le mouvement « pro-vie » critiquaient ces politiques. Des études récentes soulignent l’efficacité de la planification familiale dans la réduction de la pauvreté. Dans Population Matters, les éditeurs présentent une série d'articles d'économistes, relus par des spécialistes d'analyse politique, qui s'intéressent à l'impact du boom démographique dans les pays émergents sur leur développement économique et discutent les choix politiques de ces pays depuis la fin de la Seconde Guerre mondiale en termes de croissance, réduction de la pauvreté et des inégalités ainsi que le développement d'une agriculture durable. Les résultats sont catégoriques et en opposition aux propositions tenues jusqu'alors :
- la croissance rapide de la population a eu un impact négatif sur le développement économique et contribue globalement et durablement à l'augmentation de la pauvreté ;
- une réduction rapide du taux de fertilité a un impact positif sur la réduction de la pauvreté et de ses effets[N 1] ;
- les conclusions sont moins tranchées concernant spécifiquement le développement rural. La croissance démographique n'est qu'une des composantes parmi d'autres. Les choix urbains, la politique des prix le sont tout autant.

La promotion de la maîtrise des populations (en partie soutenue par des organisations internationales comme l'OMS) a mené à déployer la contraception dans des pays à économie fragile et à population en forte croissance après la révolution agricole (augmentation de la capacité à nourrir les populations) et la révolution médicale (déploiement international de médicaments, de règles d'hygiène et de pratiques réduisant sensiblement la mortalité). Ces politiques ont été lancées dès les années 1950 par l'Inde et le Pakistan, et continueront, de manière brutale en Chine et en Inde, lors des années 1980. En Inde, Sanjay Gandhi, le fils du Premier ministre Indira, fait ainsi réprimer les populations récalcitrantes, tandis que Deng Xiaoping met en œuvre, en 1979, la « politique de l'enfant unique ».
Ces deux pays, les plus peuplés du XXe siècle, ont en effet eu massivement recours à la contraception, à l'avortement et à la stérilisation afin de limiter la croissance de leur population. Ainsi, dans le canton chinois de Linyi (province de Shandong), une campagne de stérilisations et d'avortements forcés a affecté 7 000 femmes en 2005. Les fonctionnaires du planning familial ont voulu rectifier de force les mauvais chiffres de la natalité dans cette région. Le sommet est atteint en 1983, avec plus de cinquante millions de personnes concernées, par des moyens très divers (seize millions de femmes stérilisées et quatre millions d'hommes ; quatorze millions d’avortements ; dix-huit millions d’insertions de dispositifs intra-utérins). Dans certains cas, la contraception forcée a aussi été employée comme au Tibet.
La scolarisation, l'accès aux soins, l'augmentation de la durée du célibat des femmes et l'urbanisation réduisent la natalité. Dans de telles conditions, la plupart des populations adoptent un taux de natalité proche du taux occidental. En général, les politiques de régulation des naissances auraient cependant eu un effet modéré, malgré les fonds engagés dans les années 1970. Au Brésil, la baisse du taux de fécondité a ainsi eu lieu en l'absence de programme de planning familial, occasionné par la hausse du niveau d'éducation des femmes. Ailleurs, elle a pu avoir eu lieu avant la mise en œuvre des politiques de régulation des naissances. Une étude publiée dans les PNAS en février 2019 montre qu'en Afrique subsaharienne, où le nombre d'enfants par femme avait commencé à diminuer dans les années 1980, un recul dans les financements de l'éducation (qui a particulièrement touché les filles), s'est traduit par une hausse du taux de fécondité. Ainsi les troubles socioéconomiques et politiques peuvent relancer à la hausse le nombre d'enfants par femme. Dans ce cas, ce phénomène a commencé à s'inverser au début du XXe siècle avec un retour des investissements pour l'éducation des filles.

## Méthodes individuelles de contraception

### Méthodes exclusivement contraceptives
Les méthodes contraceptives visent à empêcher qu'un rapport sexuel entraîne une grossesse. De nombreuses méthodes de contraception sont utilisées, aux caractéristiques variables.
On décline ces méthodes en plusieurs catégories :
- les méthodes « barrières », avec le préservatif masculin, le préservatif féminin, le spermicide, le diaphragme et la cape cervicale ;
- le dispositif intra-utérin (ou DIU ou stérilet) avec le DIU au cuivre et le DIU hormonal ;
- la contraception hormonale féminine avec la pilule (œstroprogestative ou progestative), l'implant contraceptif, le progestatif injectable, le « patch » contraceptif et l'anneau vaginal ;
- les méthodes de stérilisation avec la ligature des trompes et la méthode Essure chez la femme, et la vasectomie chez l'homme ;
- les vaccins contraceptifs (encore à leurs débuts) qui visent différentes étapes du développement des gamètes[35],[36], notamment le RISUG.
- les méthodes de contraception masculine thermique[37] qui se basent sur la thermodépendance de la spermatogenèse.
- certaines méthodes naturelles sont exclusivement contraceptives avec :
  - le coït interrompu (ou « retrait ») ;
  - l'allaitement à la demande ;
  - la douche vaginale considérée inefficace.

Il existe de plus des moyens de contraception dits « d'urgence », à savoir la pilule du lendemain, la pilule du surlendemain et le dispositif intra-utérin.

### Méthodes se rapprochant de la contraception
L'abstinence sexuelle ou des pratiques sexuelles excluant le coït vaginal telles que la sodomie ou la masturbation ne conduisent pas à une fécondation.

### Avortement
L'avortement réalisé dans le but d'arrêter une grossesse non pathologique est appelé interruption volontaire de grossesse. Il peut être obtenu à l'aide de médicament ou d'une intervention chirurgicale.

### Méthodes pouvant favoriser ou non la survenue d'une grossesse
Certaines méthodes naturelles peuvent être utilisées dans un objectif d'empêcher la survenue d'une grossesse, ou au contraire de la favoriser. Ce sont celles basées sur les observations du cycle menstruel féminin, avec la méthode des températures, la méthode Billings, la méthode symptothermique ou sur des calculs statistiques.

### Méthodes favorisant exclusivement la grossesse
Plusieurs méthodes permettent de favoriser la grossesse. Ce sont :
- le traitement d'une stérilité de cause établie ;
- la stimulation ovarienne ;
- la procréation médicalement assistée avec l'insémination artificielle et la fécondation in vitro.

## Politiques de régulation des naissances par pays
Les politiques de natalité varient beaucoup selon les pays et en fonction des époques. On distingue deux doctrines politicosociale différentes : le populationnisme et le malthusianisme.
Les politiques pronatalistes ont par exemple été utilisées après la Seconde Guerre mondiale pour repeupler les pays, particulièrement dans les pays communistes. Ainsi, la Pologne impose des taxes pour les couples sans enfant de 1946 à 1970 et l'Union soviétique de 1941 à 1990. Une nouvelle campagne nataliste a été lancée en 2008 par le président Vladimir Poutine. Cette année a été décrétée « année de la famille » et des panneaux d'affichages encourageaient la population à avoir des enfants.
Contrairement à cela, la Chine a pratiqué la politique de l'enfant unique de 1979 à 2015.

### Japon
Le Japon connaît une baisse de population depuis plusieurs années. Le gouvernement essaye d'encourager les femmes à avoir plus d'enfants ; beaucoup n'en ont pas et restent seules toute leur vie. La population est aujourd'hui opposée à l'immigration, le gouvernement ne prévoit pas de politique en cette matière pour repeupler le pays.
Certaines autorités locales japonaises, faisant face à des baisses de population importantes, offrent des aides économiques pour les familles avec des enfants. Ainsi la ville de Yamatsuri offre aux parents 4 600 $ pour la naissance d'un enfant et 460 $ par an pendant 10 ans,,.

### France
Ayant une population moindre que l'Allemagne, la France applique une politique nataliste au début du XXe siècle. Gabriel Giroud, le gendre du néomalthusien Paul Robin, publie en 1911 un ouvrage sur la contraception et distribué à 250 000 exemplaires. Dans les années 1920, les revendications des associations féministes privilégient la lutte politique pour le droit de vote au droit à la contraception, favorisant indirectement cette politique nataliste. À la suite de la saignée démographique de la Première Guerre mondiale, la chambre bleu horizon, qui condamne l'avortement et la contraception, interdit par la loi du 31 juillet 1920 le militantisme anticonceptionnel. Cette politique sera poursuivie tout au long de la Troisième République, puis sous Vichy. Les réformes du droit de la famille dans les années 1960 y mettront un terme relatif, grâce notamment à la lutte du docteur Marie-Andrée Lagroua Weill-Hallé.
Le 8 mars 1956, l'association Maternité heureuse se crée, elle militera pour donner accès à la contraception aux Françaises et pour l'abolition de la loi de 1920.
L'année 1961 connaîtra, en mars, la condamnation de « tout procédé contraceptif ou moyen stérilisant qui a pour but d'entraver la venue au monde des enfants », par l'Assemblée des cardinaux et archevêques de France. Puis en juin, l'ouverture du premier Centre de planification à Grenoble par Henri Fabre, ainsi qu'un second à Paris en octobre.
Durant la même période, la politique de régulation des naissances est différente dans les départements d'Outre-Mer. En effet, les moyens de contraception y sont diffusés alors qu'illégaux en Métropole sous prétexte de lutte contre la surpopulation de ces territoires. L'exemple le plus marquant a été l'affaire des Avortements forcés à La Réunion.
En 1967, la Loi Neuwirth vient abroger la loi de 1920, autorisant ainsi la contraception, qui ne sera remboursée qu'en 1975 avec la loi Veil.
En 2000, seules 5 % des Françaises âgées de 18  à   45 ans n’utilisent aucune méthode contraceptive, et plus des deux tiers des grossesses non désirées interviennent chez des femmes qui déclarent utiliser un moyen contraceptif. En 2004, alors que l'âge du premier rapport sexuel ne bouge pas depuis 20 ans (17 ans en moyenne), l'âge moyen d'une mère à la naissance de son premier enfant augmente sans cesse (26,5 ans en 1977 à près de 30 ans en 2004).
En 2000, la pilule est utilisée par 60 % des femmes de 20  à   44 ans ; le dispositif intra-utérin, par 23 % d'entre elles[réf. nécessaire].
En 2022, des scandales éclatent à propos de campagnes pro-stérilisation à Mayotte.

## Enjeux et prises de positions
De par ses implications sur la population, la contraception est un enjeu philosophique, religieux et politique majeur, sujet à polémique (voir aussi les polémiques sur l'interruption volontaire de grossesse).
La contraception a longtemps été considérée comme indésirable, et parfois interdite, chaque humain supplémentaire étant considéré comme une richesse et les rapports sexuels en tant que plaisir étant considérés parfois comme honteux et réprimables[réf. nécessaire]. Au XXe siècle, les mouvements de libération sexuelle occidentaux ont fait évoluer cette perception. La contraception est maintenant souvent perçue comme un moyen de maîtrise individuelle de la fécondité et de la reproduction permettant l'épanouissement individuel[réf. nécessaire].
Certains groupes religieux refusent l'usage de la contraception. Les autorités musulmanes et protestantes n'ont pas adopté de position unique,.

### Église catholique
Le catholicisme s'oppose à l'usage de toute contraception artificielle, mais permet à ses fidèles de réguler les naissances par les méthodes de planification familiale naturelle, qui respectent l'équilibre des cycles de la femme,.
En 1930, le pape Pie XI interdit ainsi toute méthode artificielle qui entraverait la possibilité de la procréation. Vingt et un ans après, Pie XII recommande l'abstinence sexuelle périodique, ainsi que la régulation des naissances pour raisons économiques, sociales ou médicales[réf. nécessaire].
Le 29 juillet 1968, l'encyclique Humanae Vitae de Paul VI condamne l'utilisation de la pilule contraceptive et de toute régulation artificielle des naissances. Elle prône en revanche une paternité responsable qui peut avoir recours à des méthodes (dites naturelles) de régulation des naissances. Le Catéchisme de l'Église Catholique rappelle que « le plaisir et la joie dans la sexualité sont des dons de Dieu destinés aux époux ». La régulation des naissances doit cependant se faire dans un cadre de liberté et de volonté, d'amour et de respect des époux, via l'abstinence aux périodes fécondes.
La lettre encyclique Laudato si' du pape François « sur la sauvegarde de la maison commune » (24 mai 2015), consacrée à une présentation de la doctrine de l'Église sur les questions écologiques, la recherche du juste rapport de l'homme à la nature, articulant notamment la déprédation des ressources naturelles aux injustices sociales (écologie intégrale, chap. 4 de l'encyclique) affirme que « la croissance démographique est pleinement compatible avec un développement intégral et solidaire »[source insuffisante].

### Églises protestantes et évangéliques
Dans le protestantisme et le christianisme évangélique, la majorité des dénominations autorisent le planning familial (la contraception) depuis 1930 aux États-Unis. Des organisations internationales de santé soutiennent des programmes de planning familial . Certaines églises principalement fondamentalistes adhérant aux croyances du mouvement quiverfull interdisent la contraception.